# 화매국민학교 택전분교
화매국민학교 택전분교는 경상북도 영양군 석보면 택전1길 11(택전리 366)에 있었던 초등학교이다.

## 연혁
- 1973년 3월 1일 화매국민학교 택전분교장 설립 인가
- 1973년 3월 5일 화매국민학교 택전분교 개교 및 1학급 편성
- 1973년 12월 15일 교실 1칸 신축
- 1974년 3월 1일 1·2학년 2학급 편성
- 1989년 3월 1일 1학급 감축
- 1991년 3월 1일 폐교 및 석보국민학교 통폐합